# Orestes Vilató
Orestes Vilató (n. 1944 în Camagüey, Cuba) este un muzician. S-a mutat în New York City la vârsta de 12 ani după ce tatăl său a fost recrutat să fie la conducerea zborurilor internaționale inaugurate de Cubana de Aviación. A fost liderul trupei Los Kimbos colaborând și cu Carlos Santana pentru care a cântat la flaut și voce de fundal, la fel ca și Israel "Cachao" López. 